# Sven Collberg
Sven Axel Sigurd Collberg, född 10 september 1919 i Karlskrona, död 24 september 2003 i Helgeands församling, Lund, var en svensk lärare, författare och översättare.
Han var son till kommendörkapten Andro Collberg och Louise Collin. Han blev fil. mag. i Göteborg 1943, var lärare vid Lundsbergs skola 1946-1947, i Bengtsfors 1948-1950, som läroverkslärare i Åmål 1951-1954 och sedan som adjunkt vid Katedralskolan i Lund från 1954. Han skrev litteraturkritik i Sydsvenska Dagbladet 1971-1973. Han gifte sig 1947 med Irene Klingwall.
"C:s vidsträckta intresse f klassisk litt, alltifrån österländsk o romersk dikt t Shakespeare o främst fransk o spansk lyrik, samt f språklig o formell precision präglar hans egen lyrik lika väl som hans talrika översättningar. ... Äv stenciluppl, främst av lyrik samt övers t interlingua av Rilke, A Lundkvist, Tranströmer m fl" (Litteraturlexikon: svensk litteratur under 100 år (Natur och kultur, 1974), s. 55
Åren 1968-1975 reviderade han även en rad av Carl August Hagberg klassiska Shakespeare-översättningar.

## Skrifter (urval)
- Tang: pastischer (Bengtsfors, 1948)
- Parken och andra dikter (Norstedt, 1950)
- Lejonet och enhörningen: dikter (Norstedt, 1954)
- Emblem: dikter (Gleerup, 1966)
- Hotch-potch: dikter (Eget förlag, 1980)
- Kvällen före Filippi: dikter (Skriftställarna, 1986)

## Översättningar (urval)
- Siegfried Sassoon: När vi red efter räv (Memoirs of a fox-hunting man) (Norstedt, 1949)
- Charles Baudelaire: Baudelaire (Domus Propria, 1957)
- Snö, purpur och grön vind: dikter av Jiménez, García Lorca, Neruda och andra (Malmö: Lundgrens bokhandel, 1959)
- Petronius: Satyricon (Svensk vidifon, 1969)
- Edith Holden: Naturdagbok av en engelsk dam året 1906 (The country diary of an Edwardian lady) (Gull Brunius, översättning av löpande text, Sven Collberg, översättning av dikter och tänkespråk) (Trevi, 1978)
- Dritero Agolli: Kommissarie Memo (Komisari Memo (originalet på albanska, översatt från engelska och franska) (Oktoberförlaget, 1978)
- Peter Van Greenaway: Håll masken! samt novellen Utställningen (Spektra, 1980)
- Hisperica Famina (översatt från latinet av Bengt Anderberg och Sven Collberg) (Gidlund, 1989)
- Archipoeta: Från kejsarhovet och tavernan: vagantdikter (Ellerström, 1994)
- Jorge Manrique: Verser vid hans faders död (Coplas por la muerte de su padre) (Ellerström, 1998)
- W. H. Auden: Sir, ingens fiende (Ellerström, 2003)

## Priser
- Sveriges Författarfonds premium till personer för belöning av litterär förtjänst 1972